# Strike (serie)
Strike è una serie di videogiochi sparatutto creata da Electronic Arts.
Il primo titolo della serie è Desert Strike: Return to the Gulf, pubblicato nel 1992 per Sega Mega Drive. Convertito successivamente per Super Nintendo Entertainment System, il gioco è stato distribuito su varie piattaforme dell'epoca.
Della serie fanno parte i videogiochi Jungle Strike, Urban Strike, Soviet Strike e Nuclear Strike. Un sesto titolo, Future Strike, non fu mai pubblicato. Electronic Arts sviluppò tuttavia Future Cop: L.A.P.D. che condivide alcune meccaniche di gioco con la serie.
Durante l'E3 1995 Electronic Arts aveva presentato una raccolta dei primi tre videogiochi della serie per Sega Mega CD dal titolo Super Strike Trilogy, mai commercializzata.